# Gerd Falkner
Gerd Falkner (* 17. Dezember 1950 in Bernburg; † 8. Dezember 2021) war ein deutscher Sportwissenschaftler, Sporthistoriker, Autor und Publizist. Falkner war von 2000 bis 2018 Chefredakteur der Fachzeitschrift FdSnow für den Skisport und Direktor des Deutschen Skimuseums (DSMP). Er beschäftigte sich mit Skigeschichte und war Fellow des European Committee for Sports History.

## Werdegang
Falkner ist im Harz aufgewachsen und war kurzzeitig im Leistungssport als Skilangläufer aktiv. Danach studierte er Sport, Geschichte, Philosophie und Soziologie. Die Promotion zum Dr. phil. erfolgte 1984.
Danach war Falkner in Lehre und Forschung tätig. In den Bereichen Sportgeschichte, Sportsoziologie, Trainings- und Bewegungswissenschaften, Methodik und Didaktik sowie Sportpsychologie. Mehrere Jahre arbeitete er als hauptamtlicher Trainer, Funktionär und Geschäftsführer in Sportverbänden sowie im kommerziellen Sport. Außerdem hatte er Lehraufträge sowie Projekt- und Vortragstätigkeit an staatlichen und privaten Bildungseinrichtungen im In- und Ausland. Er ist Autor mehrerer Bücher und Publikationen. Er nahm an internationalen Fachkonferenzen mit eigenen Beiträgen teil. Im WorldCat sind 40 Publikationen von ihm enthalten.
Falkner verfügte über Qualifikationen als Skilehrer und A-Trainer (nordisch) und engagierte sich seit seiner Jugend im Ehrenamt, speziell im Skisport, und hier besonders bei der Aus- und Weiterbildung von Skilehrkräften und Trainern aller Qualifikationsstufen.

## Mitgliedschaften
Falkner war Mitglied in den nationalen und internationalen Fach- und Wissenschaftsorganisationen:
- European Committee for Sports History (CESH); Fellow seit 2017[5]
- International Society for History of Physical Education and Sport (ISHPES)
- International Council of Museums (ICOM)
- International Society of Olympic Historians (ISOH)
- Niedersächsisches Institut für Sportgeschichte (NISH) (Mitglied des Wiss. Beirats seit 2016)